# Bernard Garnier (acteur)
Pour les articles homonymes, voir Bernard Garnier et Garnier.
Bernard Garnier est un acteur français.

## Filmographie partielle

### Cinéma
- 1964 : De l'amour de Jean Aurel
- 1971 : Raphaël ou le Débauché de Michel Deville
- 1984 : Le Juge de Philippe Lefebvre
- 1999 : Le Temps retrouvé de Raoul Ruiz
- 2004 : Rois et Reine d'Arnaud Desplechin

### Télévision
- 1965 : Le Roi Lear de Jean Kerchbron
- 1968 : L'Homme du Picardie
- 1970 : Reportage sur un squelette ou Masques et Bergamasques de Michel Mitrani
- 1972 : Pouchkine de Jean-Paul Roux
- 1995 : La Rivière Espérance de Josée Dayan